# Moje 3
Moje 3 (en Cirílico serbio: Moje 3, en español: Mis 3) fue una banda femenina serbia integrada por Mirna Radulović, Nevena Božović, y Sara Jovanović.
Las tres miembros del grupo fueron finalistas de la segunda temporada del programa Prvi glas Srbije (La primera voz de Serbia), un concurso de talento similar a The Voice. Poco después del término del programa, formaron el grupo y se propusieron participar en el Festival de Eurovisión.
Así, representaron a Serbia en el Festival de la Canción de Eurovisión 2013 que se celebró en Malmö (Suecia) con la canción "Ljubav je svuda", aunque no pasaron a la final. Ese mismo año ganaron el Premio Barbara Dex a las concursantes de Eurovisión "peor vestidas" del año.
Tras el festival, Moje 3 anunció su disolución para que cada una de los miembros persiguiera su carrera en solitario.